# Margaritaria nobilis
Margaritaria nobilis là một loài thực vật có hoa trong họ Diệp hạ châu. Loài này được L.f. mô tả khoa học đầu tiên năm 1782.